# 1999
- Wikisource

| Calendário gregoriano                                                        | 1999 MCMXCIX                         |
| Ab urbe condita                                                              | 2752                                 |
| Calendário arménio                                                           | 1449 – 1450                          |
| Calendário bahá'í                                                            | 155 – 156                            |
| Calendário budista                                                           | 2543                                 |
| Calendário chinês                                                            | 4695 – 4696 Início a 16 de fevereiro |
| Calendário copta                                                             | 1715 – 1716                          |
| Calendário etíope                                                            | 1991 – 1992                          |
| Calendários hindus - Vikram Samvat - Calendário nacional indiano - Cáli Iuga | 2054 – 2055 1920 – 1921 5099 – 5100  |
| Calendário Holoceno                                                          | 11999                                |
| Calendário islâmico                                                          | 1420 – 1421                          |
| Calendário judaico                                                           | 5759 – 5760 Início a 11 de setembro  |
| Calendário persa                                                             | 1377 – 1378 Início a 21 de março     |
| Calendário rúnico                                                            | 2249                                 |
| Calendário solar tailandês                                                   | 2542                                 |

1999 (MCMXCIX, na numeração romana) foi um ano comum do século XX que começou numa sexta-feira, segundo o calendário gregoriano. A sua letra dominical foi C. A terça-feira de Carnaval ocorreu a 16 de fevereiro e o domingo de Páscoa a 4 de abril. Segundo o horóscopo chinês, foi o ano do Coelho, começando a 16 de fevereiro.

| Evento                                                   | Data            | Hora  |
| -------------------------------------------------------- | --------------- | ----- |
| Aquário                                                  | 20 de janeiro   | 12:38 |
| Peixes                                                   | 19 de fevereiro | 02:47 |
| primavera no hemisfério norte e outono no hemisfério sul |                 |       |
| Carneiro/equinócio                                       | 21 de março     | 01:46 |
| Touro                                                    | 20 de abril     | 12:47 |
| Gémeos                                                   | 21 de maio      | 11:53 |
| verão no hemisfério norte e inverno no hemisfério Sul    |                 |       |
| Caranguejo/solstício                                     | 21 de junho     | 19:50 |
| Leão                                                     | 23 de julho     | 06:45 |
| Virgem                                                   | 23 de agosto    | 13:52 |
| Outono no Hemisfério Norte e Primavera no Hemisfério Sul |                 |       |
| Balança/equinócio                                        | 23 de setembro  | 11:32 |
| Escorpião                                                | 23 de outubro   | 20:53 |
| Sagitário                                                | 22 de novembro  | 18:25 |
| inverno no hemisfério norte e verão no hemisfério sul    |                 |       |
| Capricórnio/solstício                                    | 22 de dezembro  | 07:44 |

| UTC: Portugal Continental, Madeira, Guiné-Bissau e São Tomé e Príncipe Subtrair (-): 1 h nos Açores e Cabo Verde 2 h nas Ilhas oceânicas brasileiras 3 h em Brasília, em Goiás, na Amazônia Oriental Brasileira e no nordeste, sudeste e sul brasileiros 4 h na Amazônia Ocidental Brasileira, Mato Grosso e Mato Grosso do Sul 5 h no Acre e sudoeste do Amazonas Adicionar (+): 1 h em Angola e Guiné Equatorial 2 h em Moçambique 8 h em Macau 9 h em Timor-Leste. |
| Adicionar uma hora durante a vigência do horário de verão: Portugal Continental : De 28 de março a 31 de outubro de 1999 |

| Ano completo                       |
| ---------------------------------- |
| Ano comum com início à sexta-feira |

## Eventos
- Ano Internacional dos Idosos, pela ONU.[1]

### Janeiro
- 1 de janeiro
  - Fernando Henrique Cardoso inicia seu segundo mandato como Presidente do Brasil.
  - O euro começa a ser usado em transações electrónicas, em onze países membros da União Europeia, designadamente a Alemanha, a Áustria, a Bélgica, a Espanha, a Finlândia, a França, a Holanda, a Irlanda, a Itália, o Luxemburgo e Portugal.
- 7 de janeiro — Abertura do processo de impeachment do então Presidente dos Estados Unidos Bill Clinton.

### Fevereiro
- 15 de fevereiro
  - A Austrália aceita pela primeira vez a projectada independência de Timor-Leste e admite colaborar no processo.
  - No Quénia, é capturado Abdullah Öcalan, líder da organização terrorista do Partido dos Trabalhadores do Curdistão (PKK), em uma operação conjunta da CIA e da agência de inteligência turca MIT (Millî İstihbarat Teşkilâtı).

### Março
- 11 de março — Ocorre um blecaute nas regiões Sul, Sudeste e Centro-Oeste do Brasil, atingindo dez estados e o Distrito Federal.

### Abril
- 1 de abril — É declarada a independência do estado canadense esquimó de Nunavut.
- 19 de abril — O Bundestag (parlamento alemão) retorna a Berlim.
- 20 de abril — Ocorre o mais conhecido atentado a escolas do mundo, no estado de Colorado, Estados Unidos. O evento ficou conhecido como Massacre de Columbine.

### Maio
- 3 de maio — O Tornado de Bridge Creek-Moore, de categoria F5, arrasa a cidade de Oklahoma City, nos Estados Unidos, com ventos que ultrapassam os 420 km/h.
- 10 de maio — A Rede Manchete sai definitivamente do ar, motivada por vários fatores: crescente queda de audiência, juros excessivos da dívida da emissora e do Grupo Bloch, falhas de administração e atraso de salários desde o ano anterior.
- 26 de maio — O Manchester United conquistou a Liga dos Campeões da UEFA de 1998-99, ao vencer na final o Bayern Munique por 2 x 1.

### Junho
- 16 de junho — O Palmeiras vence o Deportivo Cali e é pela primeira vez campeão da Copa Libertadores da América.[2]

### Julho
- 1 de julho — Johannes Rau substitui Roman Herzog como Presidente da Alemanha.
- 4 de julho — Martín Palermo perdeu três pênaltis no jogo Argentina x Colômbia, pela Copa América de 1999. Tal feito foi para o Guinness World Records.[3]
- 18 de julho — O Brasil é campeão da Copa América ao derrotar o Uruguai por 3 x 0 na final.[4]

### Agosto
- 16 de agosto — Vladimir Putin é eleito primeiro-ministro da Rússia.
- 17 de agosto — Sismo de İzmit provoca mais de 17 000 mortos, meio milhão de desalojados e 16 mil milhões * de dólares US$ de prejuízos materiais.
- 30 de agosto — O povo do Timor-Leste decide pela independência em referendo.

### Setembro
- 4 de setembro — Uma série de ataques contra apartamentos nas cidades russas de Buynaksk, Moscou e Volgodonsk acaba matando aproximadamente 367 pessoas e ferindo cerca de 1000 até o dia 16.

### Outubro
- 25 de outubro - Em Portugal, toma posse o XIV Governo Constitucional, liderado por António Guterres, sendo constituído pelo Partido Socialista com base nos resultados das eleições de 10 de outubro de 1999. Terminou o seu mandato a 6 de abril de 2002.
- 31 de outubro — Mika Häkkinen venceu o GP do Japão em Suzuka e se tornou bicampeão mundial de Fórmula 1.[5]

### Novembro
- 3 de novembro — Durante a exibição do filme Clube da Luta, o aluno de medicina Mateus da Costa Meira disparou uma metralhadora contra a plateia que assistia, resultando em três pessoas mortas, quatro feridas e outras quinze em pânico.[6]
- 15 de novembro — Início das atividades da RedeTV!.[7]
- 30 de novembro — O Manchester United conquistou a Copa Europeia/Sul-Americana ao vencer o Palmeiras por 1 x 0.[8]

### Dezembro
- 10 de dezembro — Fernando de la Rúa toma posse como Presidente da Argentina, substituindo Carlos Menem que governou o país de 1989 até 1999.
- 20 de dezembro — China e Portugal efetuam a transferência de soberania de Macau, terminando oficialmente o Império Português.
- 24 de dezembro — Morreu o ex-presidente do Brasil João Figueiredo.
- 31 de dezembro
  - Estados Unidos passa o controle do Canal do Panamá para seu país (Panamá).
  - O presidente da Rússia, Boris Iéltsin, renuncia ao cargo.
- No Reino Unido, a Escócia e o País de Gales obtêm um parlamento próprio.

## Nascimentos
- 12 de janeiro — Xavier Tillman, basquetebolista estadunidense.
- 10 de fevereiro — Kim Lip, cantora sul-coreana.
- 29 de março — Gabz, atriz brasileira.
- 5 de abril
  - Rafael Gevú, ator brasileiro.
  - João Fernandes, ator brasileiro.
- 6 de abril — Virginia Fonseca, apresentadora brasileira.
- 7 de abril — Ally Venable, guitarrista e compositora estadunidense.
- 7 de maio — Erika Zafirova, ginasta búlgara.
- 8 de maio — Rebeca Andrade, ginasta e bicampeã olímpica brasileira.
- 30 de maio — Isadora Pompeo, influenciadora digital e cantora brasileira.
- 25 de junho — Collin Gillespie, basquetebolista estadunidense.
- 6 de julho
  - Chaikamon Sermsongwittaya, ator e cantor tailandês.
  - José Victor Pires, ator brasileiro.
- 9 de julho — Nadir Rüstəmli, cantor azeri.
- 19 de agosto — Florentino Luís, futebolista português.
- 30 de setembro — Flávia Saraiva, ginasta brasileira.
- 6 de outubro — Lauren Bell, desportista britânica.
- 21 de outubro — Sara Carreira, cantora portuguesa (m. 2020).
- 26 de novembro — Bavuudorjiin Baasankhüü, judoca mongol.
- 10 de dezembro — Célio Pompeu, futebolista brasileiro.

## Mortes
- 1 de janeiro — Mário Neves, jornalista e diplomata português (n. 1912).
- 2 de janeiro — Sebastian Haffner, jornalista e historiador alemão (n. 1907).
- 12 de janeiro — Betty Lou Gerson, atriz e dubladora americana (n. 1914).
- 16 de janeiro — Oscar Cullmann, teólogo francês. (n. 1902).
- 7 de fevereiro — Hussein da Jordânia, rei da Jordânia (n. 1935).
- 20 de fevereiro — Sarah Kane, atriz, diretora e dramaturga inglesa (n. 1971).
- 7 de março — Stanley Kubrick, cineasta estadunidense (n. 1928)
- 4 de abril — Faith Domergue, atriz norte-americana (n. 1924).
- 23 de abril — Celso Torrelio Villa, presidente da Bolívia de 1981 a 1982 (n. 1933).
- 28 de abril — Rory Calhoun, ator norte-americano, notadamente de westerns (n. 1922).
- 4 de maio — Fernando Pacheco de Amorim  professor universitário, antropólogo, publicista e político português (n. 1920).
- 8 de maio — Dana Plato, atriz americana (n.1964).
- 18 de maio — Dias Gomes, dramaturgo e escritor de novelas da TV Globo, marido da também escritora Janete Clair. (n. 1922).
- 26 de maio — Erik von Kuehnelt-Leddihn, político austríaco. (n. 1909).
- 30 de junho — Édouard Boubat, fotógrafo francês (n. 1923).
- 1 de julho — Edward Dmytryk, cineasta canadense que fez carreira nos Estados Unidos. (n. 1908)
- 20 de julho — Sandra Gould, atriz estadunidense (n. 1916).
- 23 de julho — Rei Hassan II (n. 1929).
- 9 de setembro — Ruth Roman, atriz norte-americana (n. 1922).
- 22 de setembro — George C. Scott, ator estado-unidense (n. 1927)
- 3 de outubro — Akio Morita, cofundador da Sony Corportation (n. 1921)
- 6 de outubro — Amália Rodrigues, fadista portuguesa (n. 1920).
- 8 de outubro — Zezé Macedo, atriz brasileira (n. 1916).
- 9 de outubro — João Cabral de Melo Neto, poeta e diplomata brasileiro (n. 1920).
- 10 de outubro — João Jorge Saad, empresário e Fundador do Grupo Bandeirantes (n. 1919)
- 14 de outubro — Julius Nyerere, presidente do Tanganyika (n. 1922).
- 20 de outubro — John Mary Lynch, político irlandês (n. 1917).
- 9 de novembro — Mabel King, atriz e cantora americana (n. 1932).
- 15 de novembro — Denise Cerqueira, cantora e compositora de música gospel brasileira (n. 1960).
- 19 de novembro — Plínio Marcos, escritor, dramaturgo, ator, diretor e jornalista brasileiro (n. 1935).
- 21 de novembro — Horácio Bolaños, ator mexicano, interpretou Godinez no seriado Chaves. (n. 1930).
- 3 de dezembro
  - Madeline Kahn, atriz norte-americana (n. 1942).
  - Scatman John, músico de jazz estadunidense (n. 1942).
- 14 de dezembro — Maurício Chagas Bicalho, advogado brasileiro, atuou no Governo de Juscelino Kubitschek (n. 1913).
- 17 de dezembro — Rex Allen, ator estadunidense de faroestes B, conhecido como "The Arizona Kid" (n. 1920).
- 19 de dezembro — Desmond Llewelyn, ator galês (n. 1914).
- 22 de dezembro — José Blotta Junior (Blota Junior), advogado, radialista, apresentador de TV e político brasileiro (n. 1920).
- 24 de dezembro — João Baptista de Oliveira Figueiredo, 30.° presidente do Brasil, o último do regime militar (n. 1918).
- 28 de dezembro — Clayton Moore, ator americano (n. 1914).
- 31 de dezembro — Elliot Richardson, ex-secretário de segurança dos Estados Unidos (n. 1920).

## Prêmio Nobel
- Física — Gerardus 't Hooft, Martinus J. G. Veltman
- Química — Ahmed H. Zewail
- Medicina — Günter Blobel
- Literatura — Günter Grass
- Paz — Médicos sem Fronteiras
- Economia — Robert A. Mundell

## Epacta e idade da Lua
| Epacta gregoriana | 14 (XIV) |
| Idade da Lua      | Letra p  |

## Por tema
- 1999 na arte
- 1999 no Brasil
- 1999 na ciência
- 1999 no cinema
- 1999 no desporto
- 1999 no jornalismo
- 1999 na literatura
- Mortes em 1999
- 1999 na música
- 1999 na política
- 1999 no teatro
- 1999 na televisão